# Tectologia

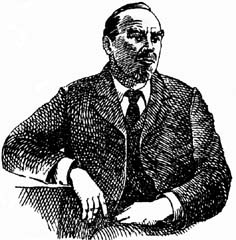
Aleksandr Bogdànov, fundador de la tectologia

La tectologia és un enfocament científic dels sistemes, amb pretensió universalista, el projecte del qual troba la seva primera formulació en l'obra del científic i filòsof marxista Aleksandr Bogdànov, que en forja el terme i publica el 1913 un llibre de títol epònim, La tectologia, rus: Tектология. · ) Es basa en la tesi monista segons la qual les mateixes lleis s'exerceixen a tots els nivells de la realitat i segons la idea d'una semblança estructural de les diferents esferes de la realitat. També proposa la noció d' « equilibri dinàmic » i de « mecanisme de regulació », que correspon a l'estat òptim d'un sistema. · 
Tot i que inicialment integrada en el corpus ideològic marxista de Bogdànov, la tectologia ha conegut com a ciència de l'organització un desenvolupament posterior concret, sobretot en la teoria dels sistemes socials de Talcott Parsons, en la teoria dels sistemes polítics de David Easton i de Gabriel Almond, en la teoria de l'acció formulada per Michel Crozier i Erhard Friedberg, en la teoria de l'organització del treball i la gestió de la producció pensada i aplicada per Taylor i Henry Ford, així com en la teoria de la gestió.Alguns dels seus aspectes es van desenvolupar en relació amb la teoria general dels sistemes de Bertalanffy, així com amb la cibernètica les teories basades en el concepte de sinergia (en particular la teoria sinèrgica de l'evolució).